# Ana Sora
Ana Sora est un woreda du sud de l'Éthiopie, situé dans la zone Guji de la région Oromia. Son centre administratif est Yerba Muda.
Ana Sora figure en tant que woreda de la zone Guji sur une carte de 2015. Limitrophe de la future région Sidama, il est entouré, dans la région Oromia, des woredas Bore, Adola, Odo Shakiso, Uraga et Dima. Son centre administratif, Yerba Muda, se trouve sur la route d'Yirgalem à Negele entre Bore et Adola.
Ana Sora n'est pas mentionné en 2006 dans l'Atlas of the Ethiopian Rural Economy, son futur territoire faisant alors partie du woreda Bore.
Il est absent également du recensement de 2007, Yerba Muda figurant dans ce recensement comme localité de Bore.
Ana Sora se détache vraisemblablement de Bore entre 2008 et 2014[Quand ?].
Une carte à fin 2021 indiquerait une nouvelle subdivision d'Ana Sora en deux woredas après 2015[réf. souhaitée].